# Diva (album)
Diva je deseti studijski album Jelene Karleuše. Izdao ga je City Records 11. lipnja 2012. godine. Album je prodan u nakladi od 400 000 primjeraka. Radi promocije albuma, sljedeće godine održan je koncert na beogradskom Ušću pred 40 000 ljudi.

## Popis pjesama
Tekstovi: Marina Tucaković. 
| Br. | Skladba                            | Trajanje |
| --- | ---------------------------------- | -------- |
| 1.  | »Mikrofon«                         | 3:21     |
| 2.  | »Pucaj u ljubav (Ne vredi)«        | 3:44     |
| 3.  | »Krimi rad«                        | 4:02     |
| 4.  | »Savršen zločin«                   | 3:29     |
| 5.  | »Sodoma & Gomora«                  | 3:04     |
| 6.  | »Insomnia«                         | 4:06     |
| 7.  | »Radim na bol«                     | 3:36     |
| 8.  | »Muškarac koji mrzi žene«          | 4:03     |
| 9.  | »Duboko ranjena«                   | 3:51     |
| 10. | »Nova religija (Plava Šeherezada)« | 3:41     |
| 11. | »So«                               | 4:09     |

## Izdanja
| Regija | Datum | Format(i) | Izdavač      |
| ------ | ----- | --------- | ------------ |
| Srbija | 2012. | CD        | City Records |